# U-35
O Unterseeboot 35 foi um sumarino alemão da classe Tipo VIIA  que serviu na Kriegsmarine durante a Segunda Guerra Mundial. 
O submarino foi afundado no dia 29 de Novembro de 1939 no mar do Norte por cargas de profundidade lançadas dos contratorpedeiros britânicos HMS Kingston, HMS Icarus e HMS Kashmir. 

## Comandantes

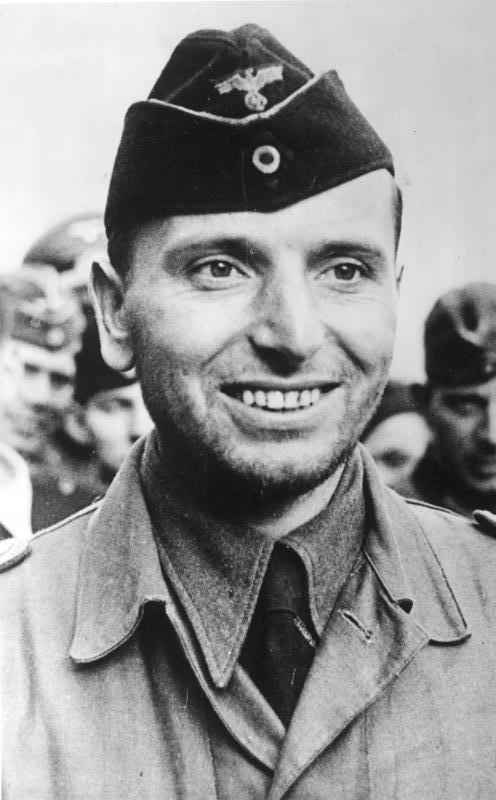
Oblt. Otto Kretschmer.

| Comandante                 | Período                                       |
| -------------------------- | --------------------------------------------- |
| Klaus Ewerth               | 3 de Novembro de 1936 - 5 de Dezembro de 1936 |
| Kptlt. Hans Rudolf Rösing  | 6 de Dezembro de 1936 - Fevereiro de 1937     |
| Kptlt. Hermann Michahelles | Fevereiro de 1937 - 30 de Julho de 1937       |
| Oblt. Otto Kretschmer      | 31 de Julho de 1937 - 15 de Agosto de 1937    |
| Werner Lott                | 15 de Agosto de 1937 - 29 de Novembro de 1939 |

## Carreira

### Subordinação

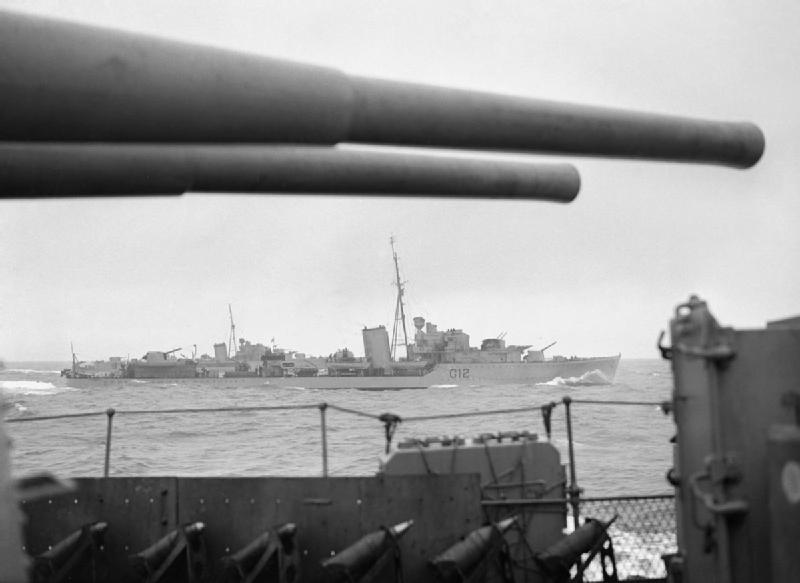
HMS Kashmir (F-12).

| Período                                        | Flotilha                  |
| ---------------------------------------------- | ------------------------- |
| 3 de Novembro de 1936 - 29 de Novembro de 1939 | 2. Unterseebootsflottille |

### Patrulhas
|       | Comandante  | Partida     | Partida       | Chegada     | Chegada       | Dias    | Toneladas |
| ----- | ----------- | ----------- | ------------- | ----------- | ------------- | ------- | --------- |
| 1     | Werner Lott | 27 Ago 1939 | Memel         | 1 Set 1939  | Kiel          | 6 dias  |           |
| 2     | Werner Lott | 9 Set 1939  | Wilhelmshaven | 12 Out 1939 | Wilhelmshaven | 34 dias | 13 864    |
| 3     | Werner Lott | 18 Nov 1939 | Wilhelmshaven | 29 Nov 1939 | afundado      | 12 dias |           |
| Total | Total       | Total       | Total         | Total       | Total         | 52 dias | 13 864 t  |

### Sucessos
- 4 navios afundados num total de 7 850 GRT
- 1 navio danificado tendo 6 014 GRT

| Data                   | Comandante  | Nome da Embarcação    | Toneladas | Nacionalidade |
| ---------------------- | ----------- | --------------------- | --------- | ------------- |
| 18 de Setembro de 1939 | Werner Lott | Arlita                | 326       | Reino Unido   |
| 18 de Setembro de 1939 | Werner Lott | Lord Minto            | 295       | Reino Unido   |
| 21 de Setembro de 1939 | Werner Lott | Teakwood (danificado) | 6 014     | Reino Unido   |
| 1 de Outubro de 1939   | Werner Lott | Suzon                 | 2 239     | Bélgica       |
| 3 de Outubro de 1939   | Werner Lott | Diamantis             | 4 990     | Grécia        |
| Total                  | Total       | Total                 | 13 864    |               |